# Raddia
Raddia és un gènere de plantes de la família de les poàcies, ordre de les poals, subclasse de les commelínides, classe de les liliòpsides, divisió dels magnoliofitins.

## Taxonomia
- Raddia impressifolia Miers
- Raddia soderstromii L. G. Clark et Judz.
- Raddia urbaniana Hitchc. et Chase